# Pierre-Jules Hetzel
Pierre-Jules Hetzel (Monte-Carlo, 15 de janeiro de 1814 — Paris, 17 de março de 1886) foi um escritor e editor francês.
Antes de criar a sua editora, conheceu uma primeira vida de editor e homem político. Em 1844, lançou Le diable à Paris, periódico no qual colaboraram Balzac, Théophile Gautier, Alfred de Musset, Gerard de Nerval, Charles Nodier, Georges Sand, Stendhal e Eugène Sue, tendo como ilustradores Gavami, Grandville e Bertall; a essa plêiade de intelectuais e de escritores se associou Victor Hugo e Jules Sandeau. Além de sua actividade de editor, Hetzel foi tradutor e escritor. Com o pseudônimo de P-J Stahl, contribuiu para as colunas do Magasin d’éducation et de récréation. Republicano, participou da revolução de fevereiro de 1848, tendo servido ao governo provisório como chefe de gabinete de Lamartine, ministro de negócios exteriores. Em consequência, teve que se exilar na Bélgica, durante o governo de Napoleão III, só retornando a França em 1859.